# Sidney Correia
Sidney Correia (nacido en Guinea-Bisáu, el 19 de septiembre de 1999) es un jugador de baloncesto guineano que actualmente pertenece a la plantilla del Real Canoe Natación Club Baloncesto Masculino, que compite en la Liga LEB Plata. Con 2,04 metros de altura juega en la posición de ala-pívot. 

## Trayectoria
Correia es un ala-pívot, nacido en 1999 en Guinea Bisáu y formado en el Sporting de Braga de Portugal.
Durante la temporada 2019-20, juega en las filas del Sporting de Braga, en el que el jugador guineano promedió 17,5 puntos, 12,3 rebotes y 1,5 asistencias por encuentro.
En verano de 2020, firma por el Movistar Estudiantes de la Liga Endesa, con el que hace la pretemporada con el primer equipo.
El 8 de septiembre de 2020, el jugador firma por el CB Clavijo de la Liga LEB Plata, cedido por el Movistar Estudiantes. En las filas del conjunto riojano disputó 7 partidos promedió una media de 19 minutos por partido con 7,1 puntos, 4,3 rebotes y 0,6 asistencias por encuentro.
El 26 de febrero de 2021, firma por el Palmer Alma Mediterránea Palma de la Liga LEB Oro, cedido hasta el final de la temporada por el Movistar Estudiantes.
En la temporada 2021-22, firma por el Real Canoe Natación Club Baloncesto Masculino, que compite en la Liga LEB Plata.